# Эссекибо-Айлендс-Уэст-Демерара
Эссекибо-Айлендс-Уэст-Демерара (англ. Essequibo Islands-West Demerara) — регион в Гайане, разделённый на две части рекой Эссекибо. Административный центр — город Вред-эн-Хуп.
На севере регион граничит с Атлантическим океаном, на востоке с регионом Демерара-Махайка, на западе с регионами Куюни-Мазаруни и Померун-Супенаам.

## Население
Правительство Гайаны проводило три официальных переписи, начиная с административных реформ 1980 года: в 1980, 1991 и 2002 годах. В 2012 году население региона достигло 107 416 человек. Официальные данные переписей населения в регионе Эссекибо-Айлендс-Уэст-Демерара:
- 2012: 107 416 человек
- 2002: 103 061 человек
- 1991: 95 975 человек
- 1980: 104 750 человек